# 上林与市郎
上林 与市郎（かんばやし よいちろう、1912年1月1日 - 1993年6月8日）は、日本の政治家。
日本社会党衆議院議員（6期）。社会民主連合顧問。
1982年勲二等瑞宝章、1983年羽黒町名誉町民（現・鶴岡市名誉市民）、1993年正五位。

## 人物
山形県東田川郡泉村（現・鶴岡市羽黒町泉）に生まれる。
中央大学法学部卒業後、郷里に戻り、社会の民主化と新しい労農漁民運動の構築に専心。1947年、新憲法下における初の衆院総選挙旧山形2区から日本社会党公認で出馬。連続6期務め、阿部昭吾が秘書として仕える。
議員在任中は、衆院決算常任委員長などを務めたほか、社会党中央執行委員を歴任。加えて全日本農民組合連合会書記長に就き、農民組合組織の統一運動に尽力。また、多くの政治家や社会運動家を育てた。後に社会民主連合顧問となる。
1993年6月8日、脳梗塞のため鶴岡市内の病院で死去。81歳没。

## 経歴
- 1912年（明治45年） - 生まれる。
- 1926年（大正15年） - 泉小学校高等科を卒業。泉村役場に勤務。
- 1941年 (昭和14年）中央大学法学部英法科卒業。
- 社団法人中央社会事業協会（現・日本社会事業大学）中央社会事業研究生修了。
- 1947年（昭和22年）4月25日 - 第23回衆議院議員総選挙（山形2区・日本社会党公認・24459票獲得）初当選。
- 1949年（昭和24年）1月23日 - 第24回衆議院議員総選挙（山形2区・日本社会党公認・26945票獲得）連続2回目当選。
- 日本社会党山形県連副会長就任。
- 日農本部政治局長就任。
- 1952年（昭和27年）10月1日 - 第25回衆議院議員総選挙（山形2区・日本社会党公認・38762票獲得）連続3回目当選。
- 1953年（昭和28年）
  - 4月19日 - 第26回衆議院議員総選挙（山形2区・日本社会党公認・47142票獲得）連続4回目当選。
  - 7月10日 - 第016回国会内閣委員会会議にて同会理事に当選。
- 1955年（昭和30年）2月27日 - 第27回衆議院議員総選挙（山形2区・日本社会党公認・45182票獲得）連続5回目当選。
- 1958年（昭和33年）
  - 3月24日 - 全日本農民組合連合会書記長。
  - 5月22日 - 第28回衆議院議員総選挙（山形2区・日本社会党公認・49461票獲得）連続6回目当選。
- 1967年（昭和42年） - 全日本農民組合連合会結成十周年記念大会にて表彰。
- 1968年（昭和43年） - 田川地方に出稼ぎ者組合を組織する。
- 1978年（昭和53年）12月5日 - 全日本農民組合連合会・第18回定期全国大会で顧問に選任。
- 1993年（平成5年）6月8日 - 死去。

## 著書
- 『庄内の農民とワッパ騒動』 新生社、1957年。